# Lada 110

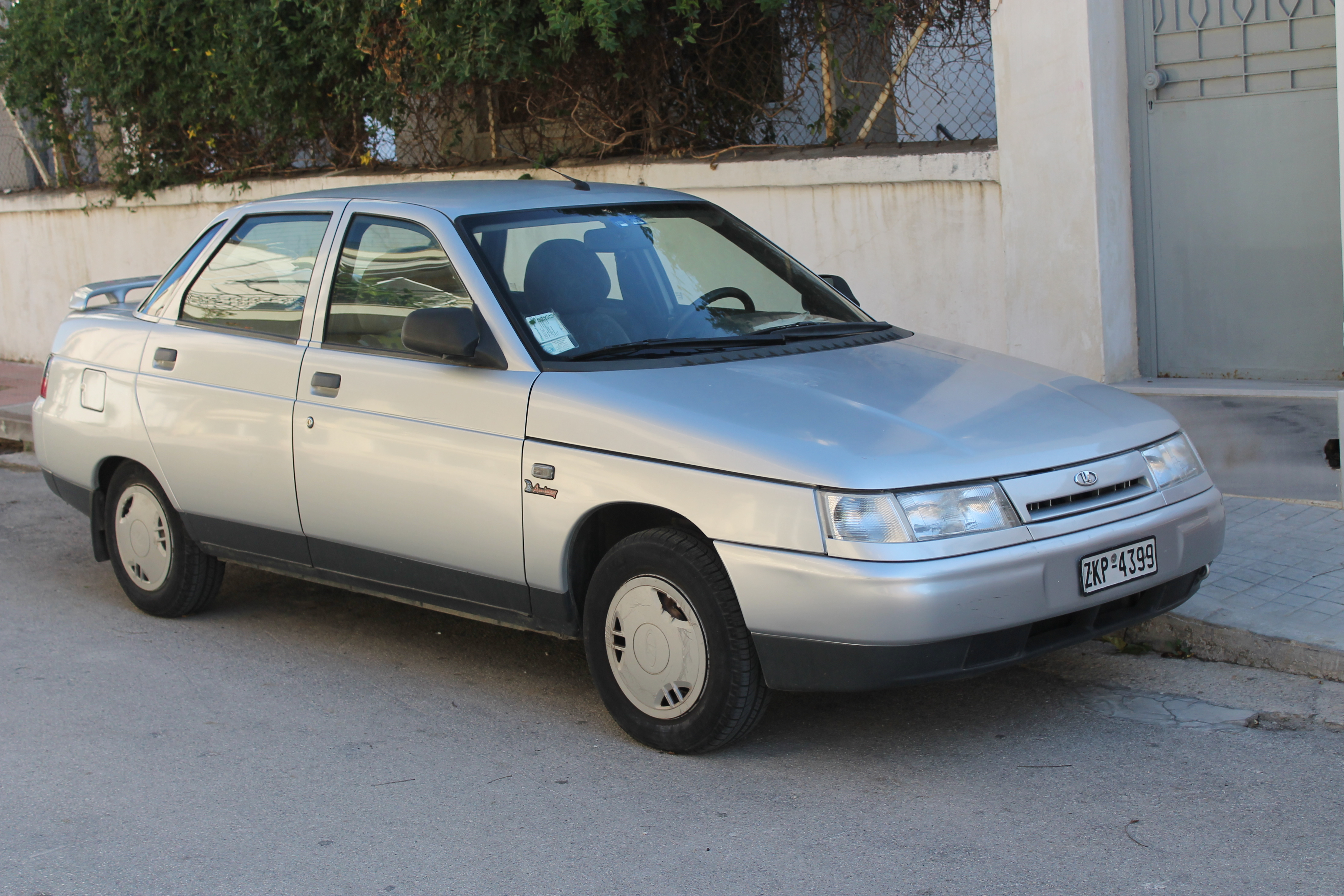
Lada 110

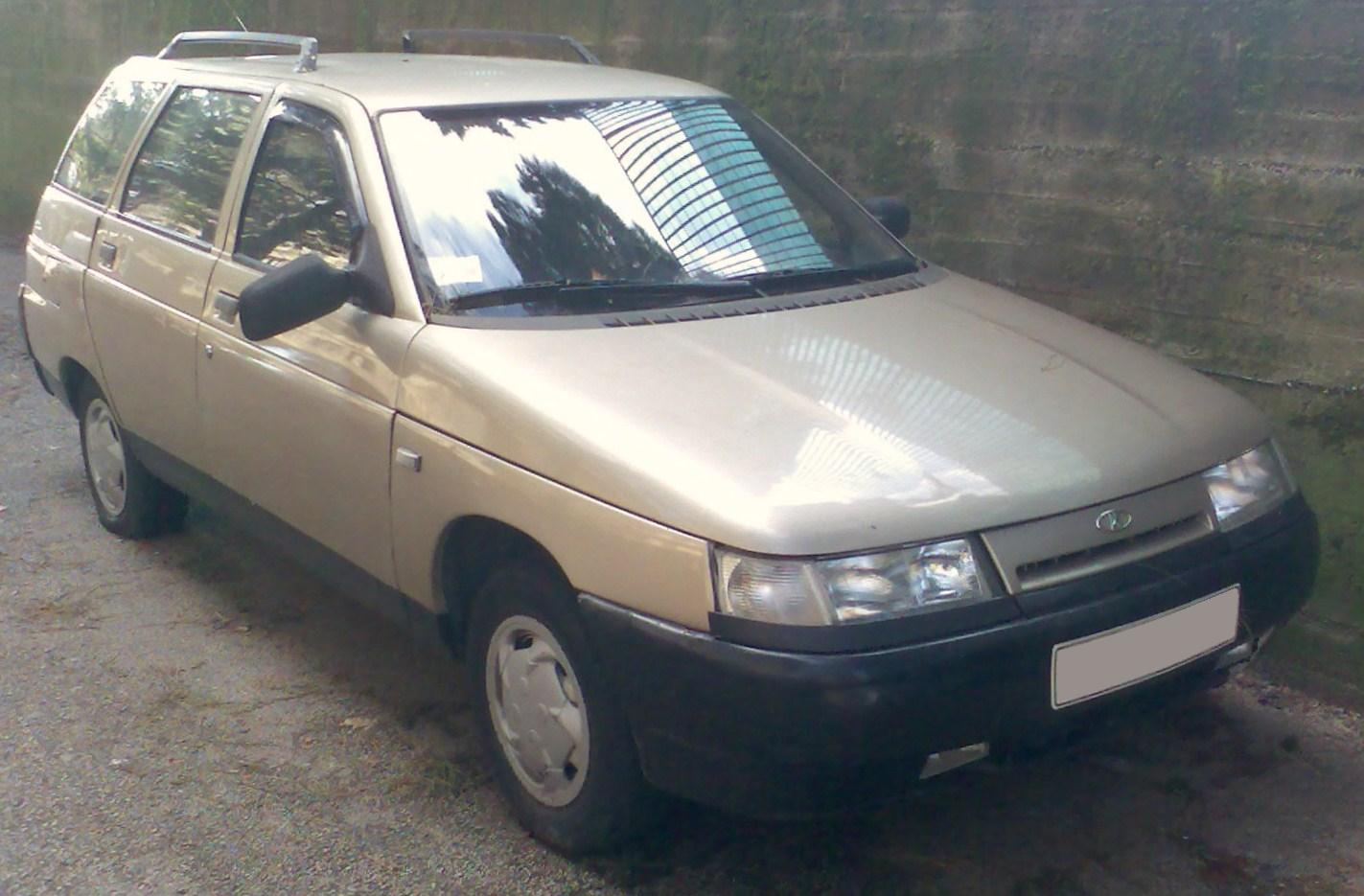
Lada 111

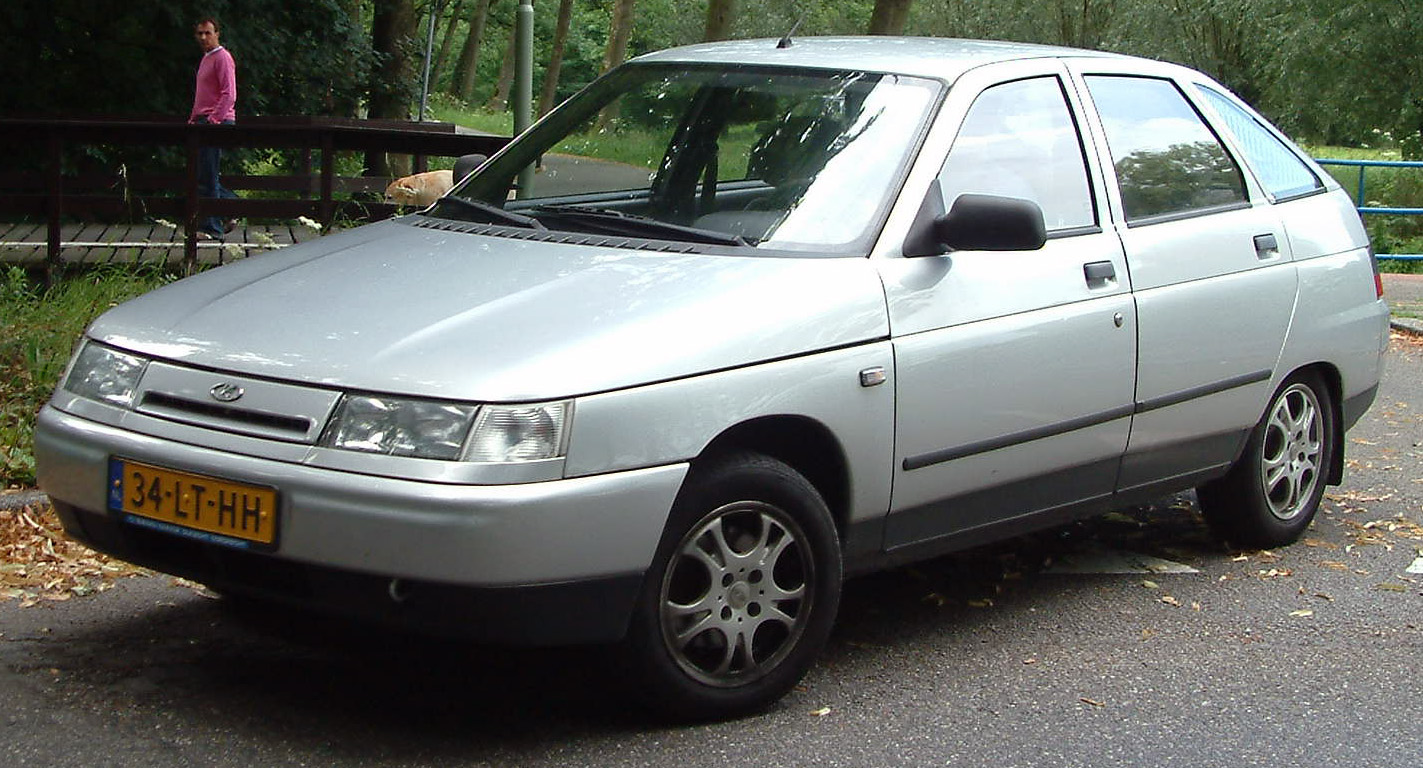
Lada 112

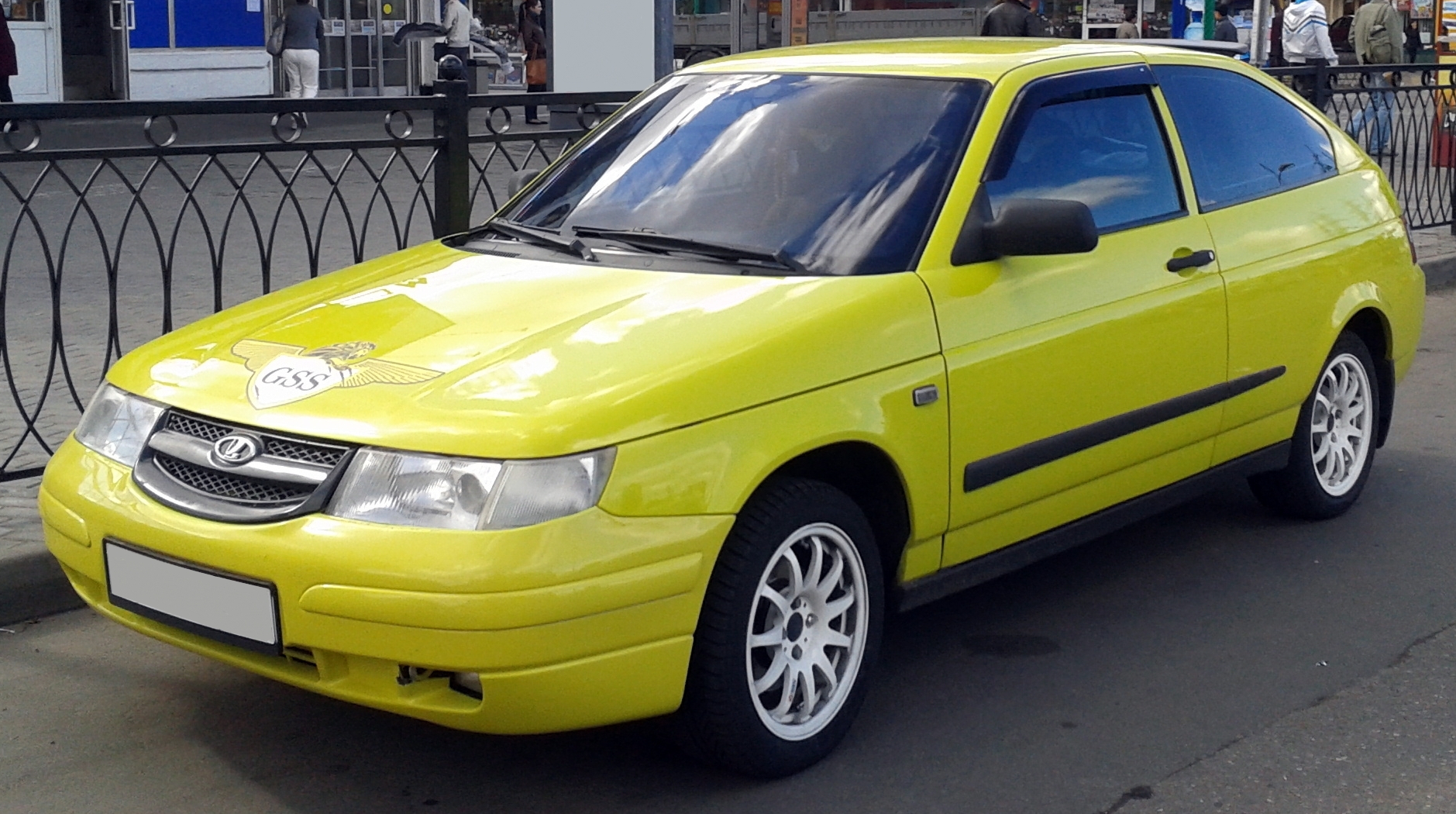
Lada 112 Coupe

Lada 110 (även kallad VAZ-2110 och Lada 2110) var en personbil från Avto VAZ i Ryssland. Modellen introducerades i mitten av 1990-talet och var då en efterföljare till Lada Samara. Det var en av Ladas första nya modeller efter Sovjetunionens fall. Modellen fanns, förutom som sedan, även som kombi och halvkombi, och hette då Lada 111, respektive Lada 112. 112 fanns även som tredörrars coupé.
Lada 110 kördes i WTCC 2008.
2007 ersattes Lada 110 av en starkt omarbetad version, med namnet Lada Priora. 